# Działko rewolwerowe

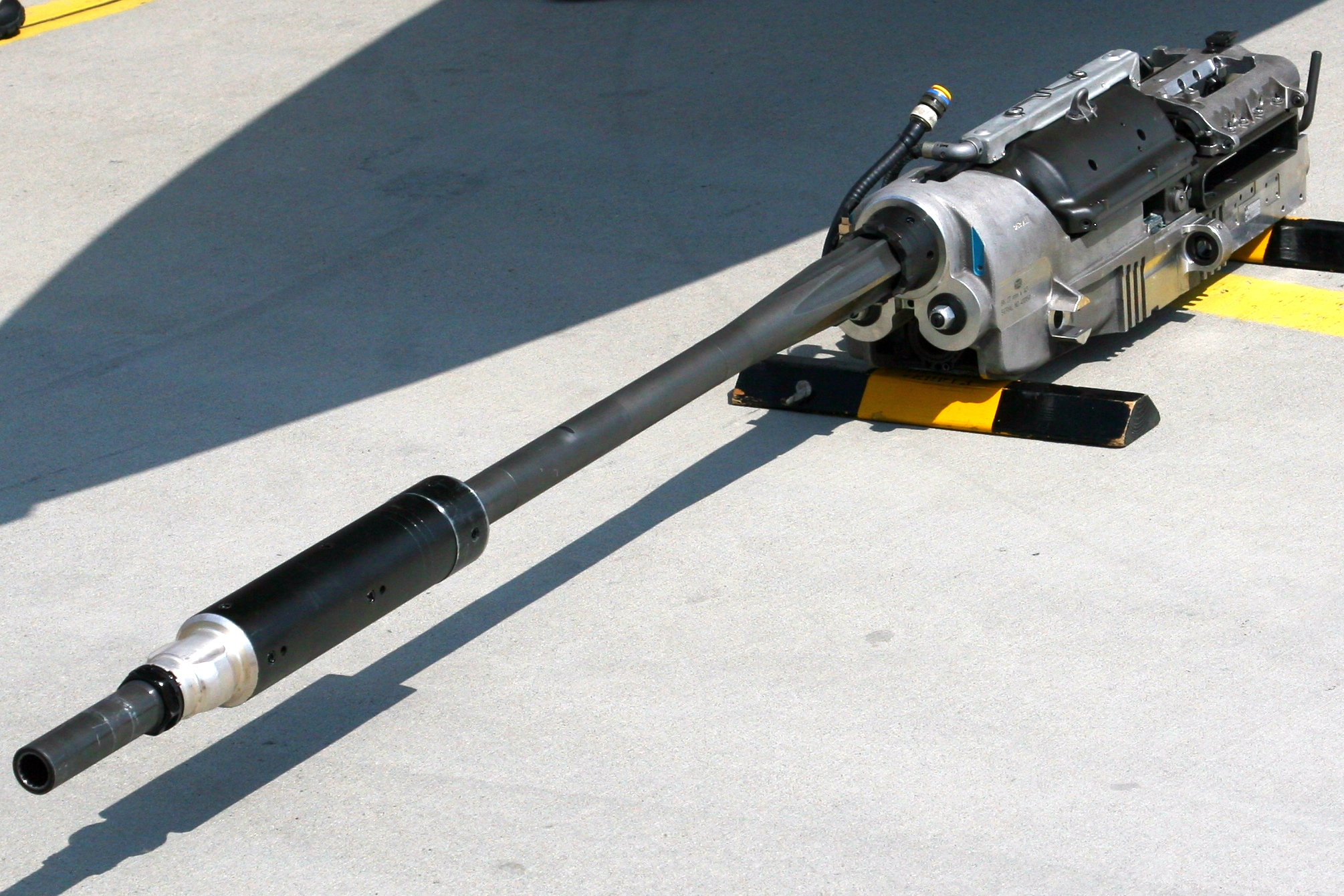
Działko rewolwerowe Mauser BK-27

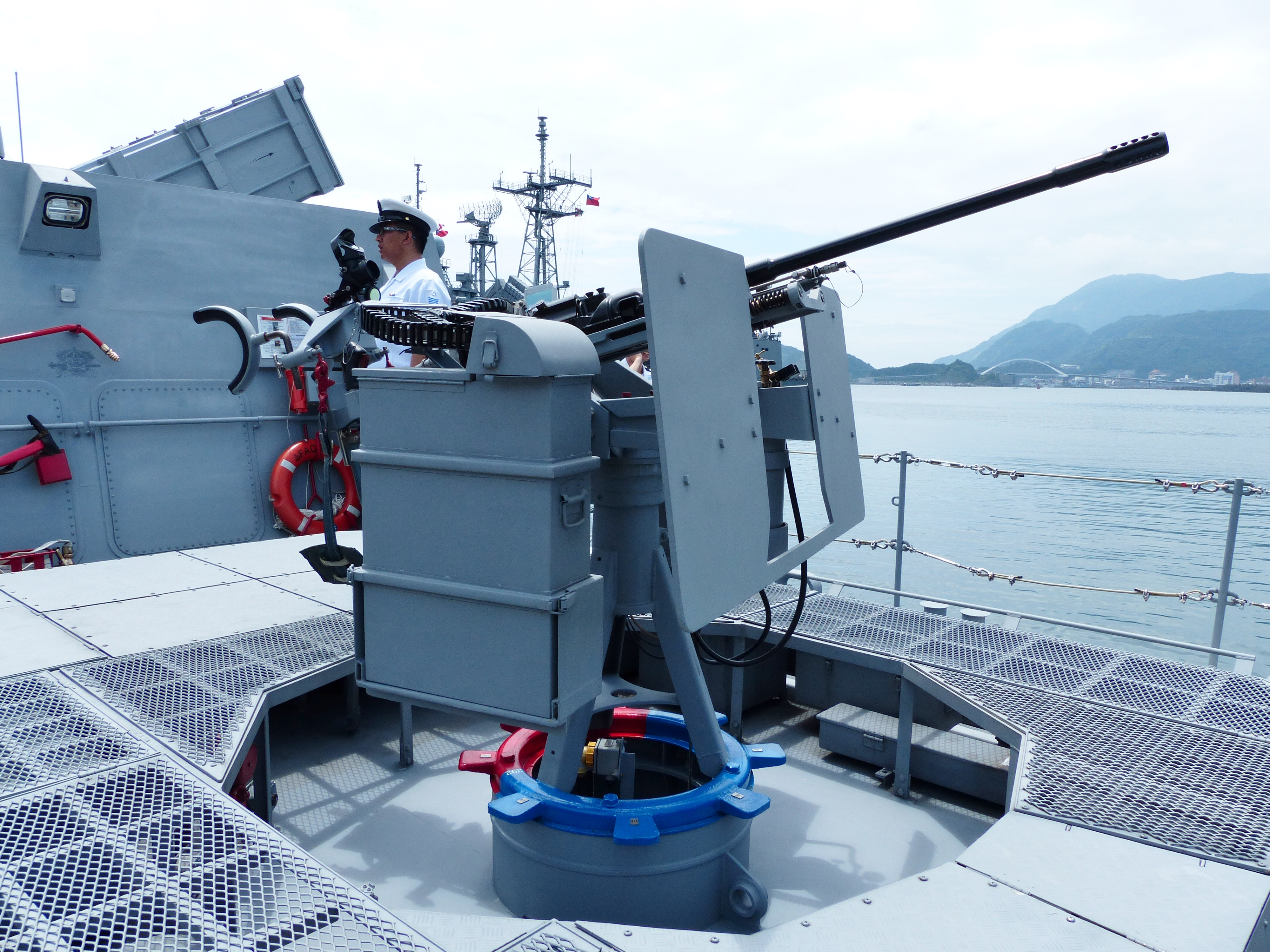
Działko rewolwerowe T75S na pokładzie kutra rakietowego typu Kuang Hua VI

Działko rewolwerowe – rodzaj działka automatycznego stosowanego głównie jako uzbrojenie pokładowe samolotów. W broni tej wykorzystuje się obrotowy cylinder z kilkoma komorami nabojowymi (jak w rewolwerze, od którego pochodzi nazwa broni) zamiast jednej, co pozwala skrócić cykl ładowania, strzału i wyrzucenia łuski naboju. Zasada działania działka rewolwerowego podobna jest nieco do kartaczownicy Gatlinga z tym, że w działkach systemu Gatlinga występuje wiele luf, z których każda ma swoją komorę, natomiast działko rewolwerowe posiada tylko jedną lufę i wiele komór nabojowych. Pierwsze automatyczne działka rewolwerowe zbudowano w niemieckiej fabryce Mausera pod koniec II wojny światowej. Do chwili obecnej broń tego typu była i jest nadal produkowana przez wielu producentów głównie europejskich, jednak zarówno Amerykanie jak i Rosjanie preferują wielolufowe działka systemu Gatlinga.

## Historia
Pierwszą konstrukcją, na której wzorowano wszystkie późniejsze było działko Mauser MG 213. Po zakończeniu działań wojennych zarówno Brytyjczycy jak i Francuzi opierając się na tej konstrukcji zbudowali własne działka kalibru 30 mm ADEN i DEFA, a Amerykanie serię działek M39 o kalibrze zmniejszonym do 20 mm. Obecnie najszerzej znaną bronią tego typu jest Mauser BK-27, który stanowi uzbrojenie budowanych w Europie samolotów Dassault/Dornier Alpha Jet, Eurofighter Typhoon, Panavia Tornado i Saab JAS 39 Gripen. Największym produkowanym obecnie działkiem rewolwerowym jest morski system artyleryjski Rheinmetall Millennium kalibru 35 mm, natomiast najnowszym rozwiązaniem jest działko Rheinmetall RMK30 kalibru 30 mm, które ma być podstawowym uzbrojeniem strzeleckim odmiany transportowej śmigłowców Eurocopter Tiger. Działka rewolwerowe stosowane były także jako morskie armaty przeciwlotnicze (AK-230).
Działka automatyczne systemu Gatlinga posiadają o wiele większą szybkostrzelność niż rewolwerowe, których trwałość i wytrzymałość temperaturowa nie pozwala na zbyt szybkie strzelanie. Wielolufowe działka Gatlinga pozwalają na oddanie do 10 tysięcy strzałów na minutę (tak jak działko GSz-6-23), podczas gdy rewolwerowe tylko 2 tysiące strzałów. Z drugiej strony, aby oddać salwę z obrotowego wielolufowego działka Gatlinga potrzebny jest czas na rozpędzenie zespołu luf wraz z komorami nabojowymi, którego masa w zależności od kalibru może sięgać nawet kilkuset kilogramów. Ponadto konieczność stosowania zewnętrznego źródła napędu zespołu luf, którego moc ze względu na masę nie może być zbyt duża, wpływa na ograniczenie siły niszczącej krótkiej salwy w porównaniu z działającym natychmiast działkiem rewolwerowym. Opóźnienia od naciśnięcia spustu do osiągnięcia nominalnej szybkostrzelności działka Gatlinga mogą dochodzić nawet do pół sekundy. Mniejsza masa zespołu tylko jednej lufy i kilku komór nabojowych pozwala na zastosowanie większych kalibrów działek rewolwerowych niż w konkurencyjnej broni o tej samej masie. Produkowane obecnie jako broń pokładowa myśliwców działka rewolwerowe mają kaliber od 27 do 30 mm, podczas gdy odpowiadające im działka systemu Gatlinga tylko od 20 do 25 mm.
Popularnie nieprecyzyjnie działkami rewolwerowymi, za terminologią anglojęzyczną, określane są także XIX-wieczne wielolufowe działka morskie systemu Gatlinga, np. 37 mm Hotchkiss M1873.